# Lennart Myrsten
Lennart John Myrsten, född 9 januari 1923 i Stocksund, Stockholms län, död 5 februari 2013, var en svensk diplomat.

## Biografi
Myrsten var son till skeppsredaren John Myrsten och Lucie Piontkowska. Han tog studentexamen 1941 och juristexamen i Stockholm 1946, diplomerades från Handelshögskolan i Stockholm 1952 och blev kapten i flygvapnets reserv 1955. Lennart Myrsten genomförde tingstjänstgöring som notarie vid Stockholms rådhusrätt 1947-1950, blev attaché vid Utrikesdepartementet (UD) 1950 och var vicekonsul i New York 1952-1954. Han var ambassadsekreterare i Belgrad 1955-1957, extra ordinarie andre sekreterare 1957, tillförordnad andre sekreterare 1959 och tillförordnad förste sekreterare vid juridiska byrån vid UD:s rättsavdelning 1960.
Lennart Myrsten var sekreterare och byrådirektör vid UD 1957-1965, kansliråd i finansdepartementet 1967, biträdande utrikesråd och biträdande chef för UD:s rättsavdelning 1967 och utrikesråd vid UD:s förhandlingsgrupp 1971-1975. Därefter blev Myrsten ambassadör i Ankara 1975, Dublin 1977, Belgrad och Tirana 1982. Han tjänstgjorde som chef för Sveriges delegation vid Europarådet 1987-1989.
Myrsten var sakkunnig för deltagandet i nordiska samarbetsutskottet rörande den nordiska rättsgemenskapen, i familjerättskommissionen 1965-1966. Han var sakkunnig även i utredningen om publicering av författningar, samt expert i tullagstiftnkomm och havsresursutredningen. Sedan blev Lennart Myrsten ordförande i utredningen om insyn i utländska banker och ordförande i 1988 års utredning om krigsmaterielexporten.
Myrsten gifte 1948 med docent Anna-Lisa Edenius (född 1922), dotter till civilingenjören Robert Edenius och Ester Ekman. Han var far till Ylva (född 1948) , Åsa (född 1951) och Anna (född 1964) Myrsten avled 2013 och gravsattes på Norra begravningsplatsen i Stockholm.